# Tomoki Ikemoto
Tomoki Ikemoto (池元 友樹 Ikemoto Tomoki?), född 27 mars 1985 i Fukuoka prefektur, är en japansk fotbollsspelare.
Ikemoto började sin karriär 2005 i New Wave Kitakyushu (Giravanz Kitakyushu). Efter New Wave Kitakyushu spelade han för FC Gifu, Kashiwa Reysol och Yokohama FC. Han gick tillbaka till Giravanz Kitakyushu 2010. Han spelade 172 ligamatcher för klubben. 2015 flyttade han till Matsumoto Yamaga FC. Han gick tillbaka till Giravanz Kitakyushu 2016.